# Brenda Costa
Pour les articles homonymes, voir Costa.
Brenda Costa, née le 8 novembre 1982 à Rio de Janeiro au Brésil, est un mannequin brésilien de 1,77 m et de 88-61-90 pour ses mensurations.

## Biographie
Atteinte de surdité, elle n'éprouve aucune difficulté à comprendre les autres et à leur parler grâce à des cours de thérapie du langage qu'elle a suivis depuis l'âge de deux ans. Elle a pu même fréquenter un collège avec des élèves entendants

## Carrière
Sa carrière de modèle a commencé quand elle avait seize ans, après qu'elle eut été découverte dans le quartier d'Ipanema par l'Agence Mega dont le propriétaire avait lui-même un fils sourd et a été le premier à croire qu'elle réussirait. Elle a appris à défiler en lisant sur les lèvres des organisateurs. Elle a figuré sur la couverture du numéro d'avril 2004 du magazine ELLE (édition française). En novembre 2005, elle apparaît dans une émission Tout le monde en parle.

## Vie privée
Brenda Costa vit à Londres avec son compagnon Karim Al-Fayed, lui-même sourd de naissance. Elle a vécu à Paris où, en 2007, elle a subi une implantation cochléaire et a fait paraître son autobiographie intitulée Belle du silence qui a été traduite par la suite en espagnol.
Le 18 juillet 2009, elle donne naissance à une petite fille appelée Antonia.
Elle porte à la base du cou un tatouage représentant un œil, ce qui signifie qu'elle surveille les gens qui disent du mal d'elle derrière son dos.